# Charlie Winston
Pour les articles homonymes, voir Winston.
Charles Winston Gleave, dit Charlie Winston, est un auteur-compositeur-interprète et guitariste britannique, né le 14 septembre 1978 en Cornouailles (Royaume-Uni) et élevé dans le Suffolk. Il vit actuellement sur la Côte d'Azur. Il est le frère du chanteur Tom Baxter et de la chanteuse Vashti Anna.

## Biographie
Charlie Winston est né le 14 septembre 1978 en Cornouailles, ses parents tenaient alors un hôtel. Il apprend très jeune le piano. À 17 ans, il entre dans une faculté de musique à Londres.
Sa première œuvre musicale, publiée mais rarement connue, est Mischifus, un mélange de beatbox, piano et guitare, paru en tant que production de dance théâtrale et qu'il interprète sur scène en 2007 sous le label Real World. Son premier album Make Way (en) sort en 2007 sous le même label.
Son premier album officiel, Hobo, sort sous le label français  Atmosphériques, le 26 janvier 2009. Malgré une grande reconnaissance (surtout due au soutien du chanteur Peter Gabriel depuis ses débuts), le succès de Charlie Winston reste dans un premier temps exclusivement francophone.
C'est Mark Maggiori qui réalise le clip de Like a Hobo, son premier single (production exécutive par HK Corp : David Gitlis, John Gitlis et Noah Klein). 
Au début d'avril 2009, il se produit en « concert sauvage » (concert organisé sans date prévue) - organisé par Arte - lors d'un Free Mobile Concert sur la place Pigalle de Paris. Le film ainsi enregistré au téléphone portable est diffusé sur Arte le 22 septembre 2009 sous le nom Free Mobile Concert – Charlie Winston et les Naive New Beaters.
En 2010, Charlie Winston est sollicité par Benoît Philippon pour apparaître dans son film Lullaby (for Pi) (sortie le 1er décembre dans les salles), où il interprète une version inédite de son titre In Your Hands. Charlie Winston compose également la bande originale du film qui sera produite grâce aux internautes du label communautaire français My Major Company. Le premier single extrait de cet album s'intitule Secret Girl et le clip est entièrement réalisé par Charlie Winston lui-même.
Les musiciens présents sur ses deux premiers albums et sur les tournées respectives sont Benjamin Edwards, Olivier Ferrarin, Danny Keane et Daniel Marsala.
En 2010, Charlie Winston est invité sur le plateau de Taratata et reprend Paranoid Android de Radiohead avec Nadéah. 
En 2012, Charlie Winston produit l'album du chanteur belge Saule et enregistre à cette occasion le duo Dusty Men, sorti à la fin du mois de novembre.
En novembre 2014, un nouveau single, Lately, est envoyé aux radios, et sera le premier extrait de son troisième album, Curio City, sorti le 26 janvier 2015.
Le 18 novembre 2016 sort son EP, Under Cover. Il est composé de trois reprises qu'il a chantées durant sa tournée en 2015 et d'une nouvelle version de son tube Kick The Bucket.
Le 5 avril 2017, il annonce sur les réseaux sociaux vouloir prendre une pause indéterminée dans sa carrière.
C'est le 8 juin 2018 que Charlie Winston revient avec son nouveau single, The Weekend. Il s'agit du premier extrait de son quatrième album studio, Square 1, sorti le 28 septembre 2018.
En 2019, il est en concert lors des Live in Tignes by Francofolies à Tignes le 17 avril. Le 27 juillet, il se produit en concert dans le cadre du festival « Jazz en Baie » à Granville. Le 3 août, il se produit au festival « Au pont du rock » de Malestroit. Le 14, il se produit au festival DARC de Châteauroux et le 24, il se produit au festival « Les Solidarités » à Namur en Belgique.
Le 31 mai 2022, Charlie Winston sort Algorithm, extrait de son cinquième album, composé et réalisé par Vianney. L'album As I Am paraît le 30 septembre 2022 ; outre la participation de Vianney, on y relève aussi celle du trompettiste Ibrahim Maalouf.

## Discographie

### Albums studio
- 2009 : Hobo
- 2011 : Running Still
- 2015 : Curio City
- 2018 : Square 1
- 2022 : As I Am

### Singles
| 2008 | Like a Hobo               | 1   | 2  | 3        |
| 2009 | In Your Hands             | 9   | 17 | 16       |
| 2009 | Kick The Bucket           | -   | 32 | 16 (Tip) |
| 2010 | I Love Your Smile         | -   | -  | -        |
| 2011 | Secret Girl               | -   | -  | -        |
| 2011 | Hello Alone (27/09/11)    | 41  | -  | 24       |
| 2012 | Where Can I Buy Happiness | -   | -  | 22 (Tip) |
| 2012 | Unlike Me                 | -   | -  | -        |
| 2014 | Lately                    | 88  | -  | -        |
| 2014 | Wilderness                | 177 | -  | -        |
| 2015 | Truth                     | 101 | -  | -        |
| 2015 | Say Something             | -   | -  | -        |
| 2016 | Too Long                  | -   | -  | -        |
| 2018 | The Weekend               | -   | -  | -        |
| 2022 | Algorithm                 | -   | -  | -        |

### Autres participations

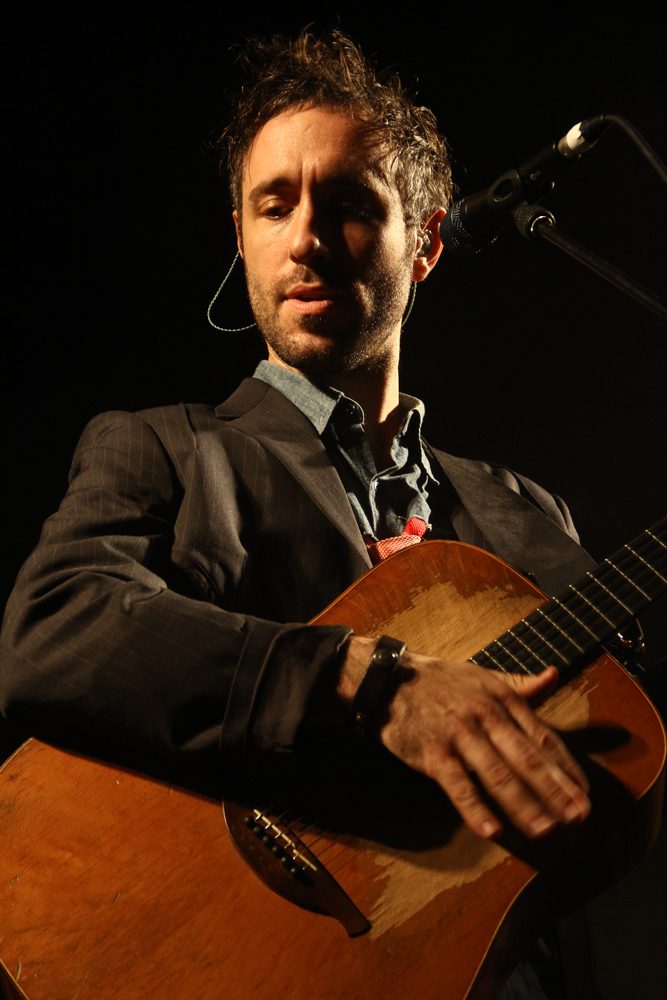
24e Festival Chorus des Hauts-de-Seine 2012

- 2012 : Chimes of Freedom: Songs of Bob Dylan Honoring 50 Years of Amnesty International - reprise de This Wheel's on Fire de Bob Dylan
- 2012 : Dusty Men avec Saule - 13e du classement des ventes des single en France et 10e en Belgique
- 2017 : It's Not Impossible avec Stefano Lentini (en) - bande originale de la série italienne La porta rossa (it)
- 2017 : Pourtant, co-composition du titre pour l'album Gemme de Nolwenn Leroy